# Coenecoop (toponiem)

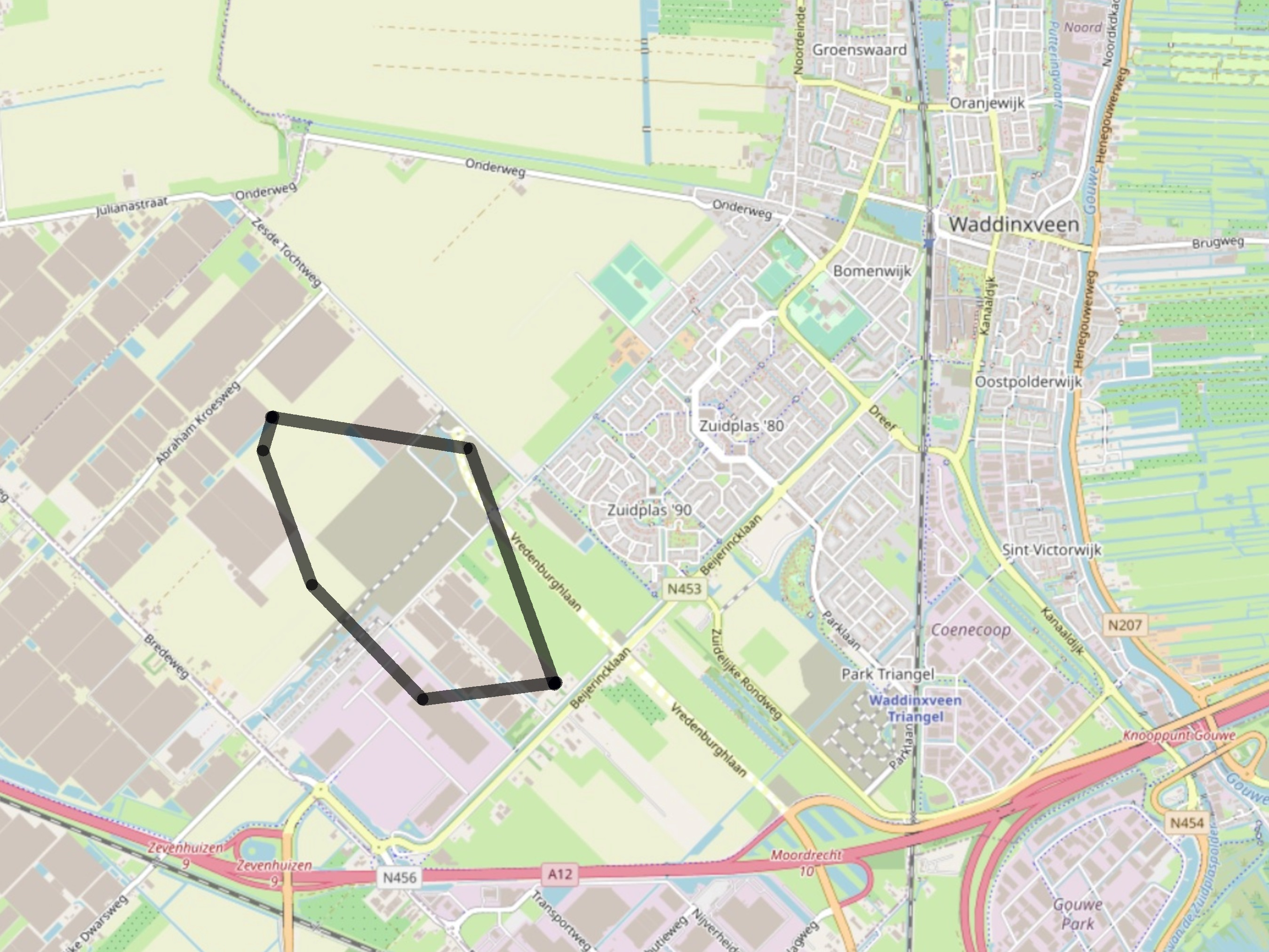
Figuur 1. Waddinxveen. Ligging van het voormalige perceel Coenecoop gebaseerd op onderstaande kaarten

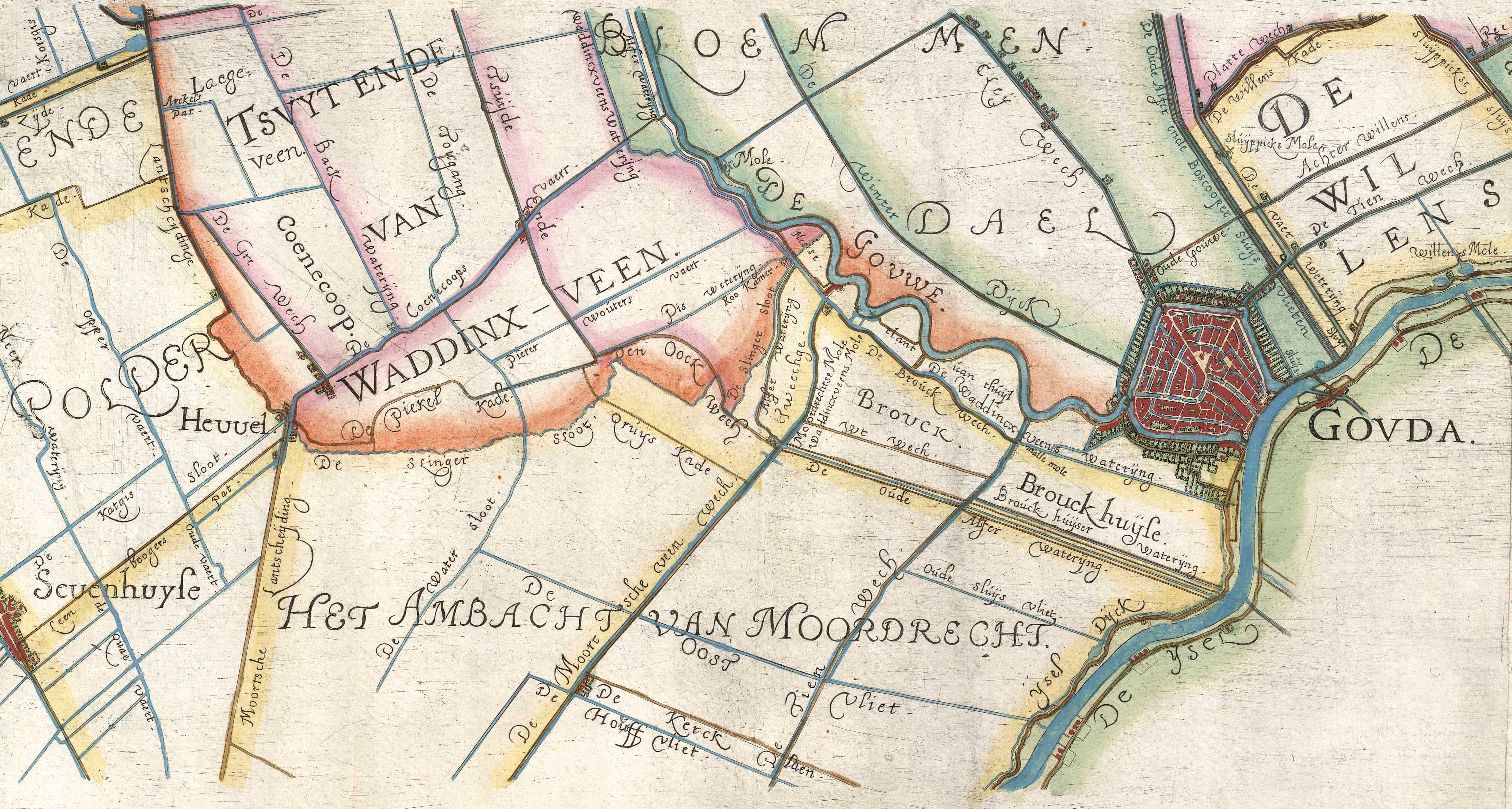
Figuur 2. Zuid-Waddinxveen in 1615; midden links het perceel Coenecoop

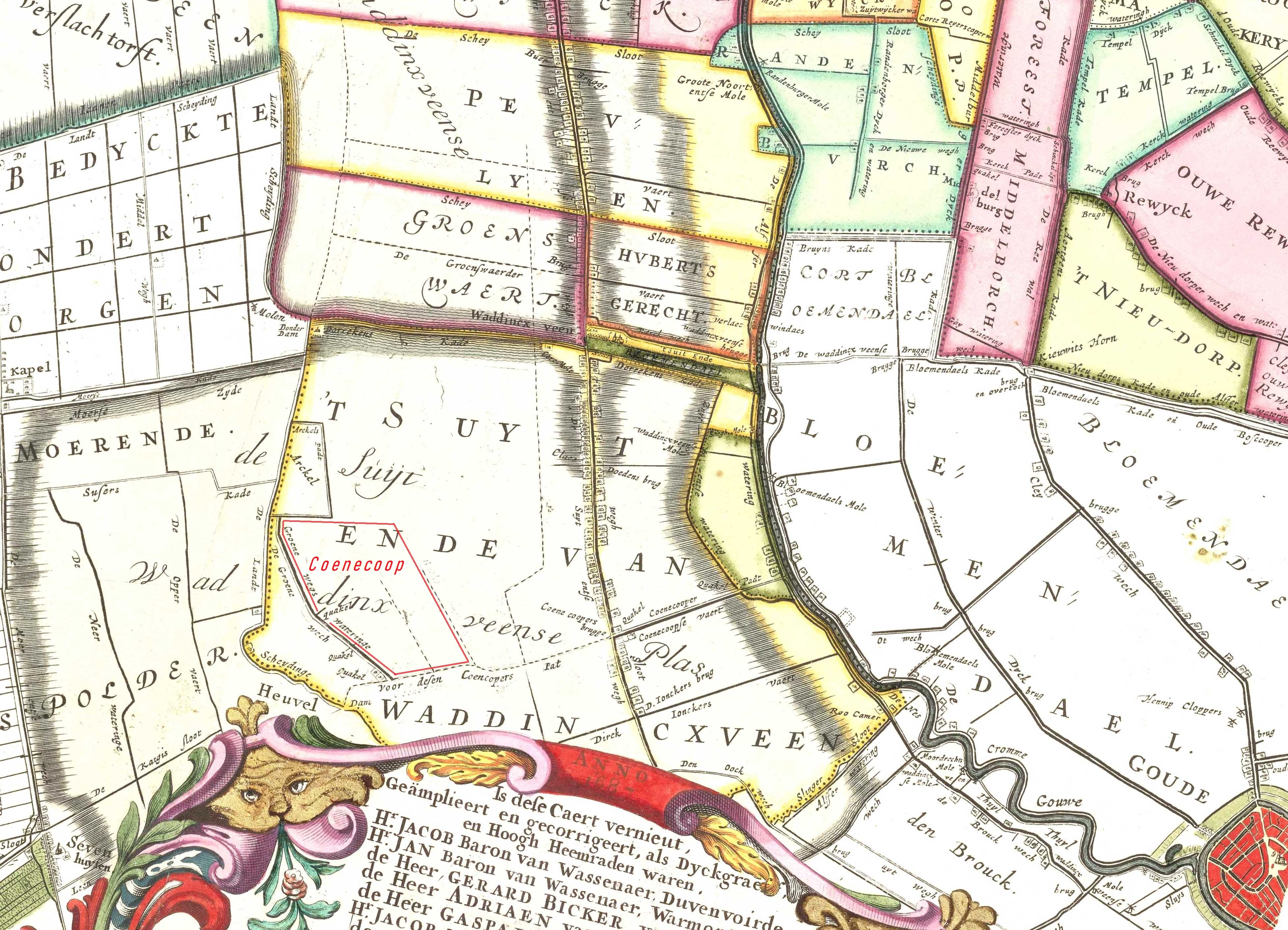
Figuur 3. Zuid-Waddinxveen in 1746; ingetekend oorspronkelijke ligging Coenecoop

Coenecoop is de naam van een voormalig perceel dat ten zuidwesten van het toenmalige ambacht Waddinxveen lag. Het perceel had een oppervlakte van ongeveer 90 hectare en lag ruim 2 km ten westen van het huidige bedrijventerrein Coenecoop (zie figuur 1). Het Coenecoop College, het bedrijventerrein Coenecoop en de Coenecoopbrug in Waddinxveen zijn naar dit stuk land vernoemd. 

## Historie
De oudste vermelding van de naam Coenecoop is uit 1341. In dat jaar gaf Graaf Willem aan Hanne Coenecoop en zijn gezellen, poorters van Gouda, het recht om een groot deel van Coenecoop te vervenen.
Figuur 2: Deze kaart uit 1615 toont de ligging van Coenecoop. Het perceel werd in in het oosten begrensd door de Back Watering, in het westen door de Groene Wegs Watering en in het zuiden door De Coenecoopse Vaert, die uitmondde in de rivier de Gouwe.
Na eeuwenlange veenwinning ten westen en zuiden van Gouda werd rond 1530 de grondwaterspiegel bereikt. Vanaf dat moment werd turf gebaggerd en er ontstonden grote veenplassen.
Figuur 3: Deze kaart is uitgegeven in 1746. De laatste wijzigingen van deze uitgave hadden vooral betrekking op het in kaart brengen van uitgestrekte veenplassen en reeds drooggemaakte veenplassen. Op de kaart is te zien dat de omgeving waar Coenecoop lag, is veranderd in de Zuid Waddinxveens Plas, die later zou uitgroeien tot de Zuidplas. Het enige dat toen nog aan de naam Coenecoop herinnerde, waren het Coenecoopers Padt, de Coenecoopse Vaert en de Coenecoopers Brugge.